# لیکوالیکایی ابروسفید
لیکوالیکایی ابروسفید (نام علمی: Ptilocichla mindanensis) گونه‌ای از پرندگان گنجشک‌سان از خانواده لیکویان زمینی و بومی فیلیپین است. زیستگاه‌های طبیعی آن جنگل‌های جلگه‌ای نمناک نیمه‌گرمسیری یا گرمسیری و جنگل‌های کوهستانی نمناک نیمه‌گرمسیری یا گرمسیری است.